# Isidro López Hernández
Isidro López Hernández   (Madrid, 28 de maig de 1973) és un socióleg, antropòleg i polític espanyol, diputat de la desena legislatura de l'Assemblea de Madrid.

## Biografia
Nascut el 28 de maig de 1973 a Madrid, va treballar a la Universitat d'Alcalá com a investigador. Nombre 17 de la llista de Podem per a les eleccions a l'Assemblea de Madrid de maig de 2015 encapçalada per José Manuel López, va ser escollit diputat de la desena legislatura de la cambra.
Membre de l'Institut DM i adscrit a la facció crítica d'anticapitalistes de Podem, va participar en la candidatura d'aquests últims per al Consell Estatal del partit (Podem en Moviment).
És coautor al costat d'Emmanuel Rodríguez de Fin de ciclo: financiarización, territorio y sociedad de propietarios en la onda larga del capitalismo hispano (1959-2010) (Traficantes de Sueños, 2010).